# 愛田健二
愛田 健二（あいだ けんじ、1947年2月21日 - ）は、京都府出身の歌手。

## 略歴
1967年にポリドールから「流れ星」でデビュー。デビュー同期に一条英一（のちの五木ひろし。一条は再デビュー）がいた。2曲目の「京都の夜」が大ヒットを記録する。
その他の曲に「琵琶湖の少女」、「小雨の金閣寺」等がある。
2012年10月10日、ゆうぽうとで開催された「秋の歌謡フェスティバル」に出演。

## 代表曲
- 「京都の夜」（作詞・和田圭　作曲・中島安敏）
- 「琵琶湖の少女」（作詞・水島哲　作曲・黒瀬操）

## 主なテレビ番組出演
- オールスター家族対抗歌合戦（フジテレビ）
- ヤングおー!おー!（毎日放送）
- BS日本のうた（NHK-BS2）2004年9月12日 京都府・宇治市
- NHK歌謡コンサート（NHK総合） 2010年4月27日
- 懐かしの昭和メロディー（テレビ東京） 2011年1月14日（収録は2010年12月28日）
- クイズ!脳ベルSHOW（BSフジ）2017年9月25日～26日、2018年7月9日〜10日

## テレビドラマ出演
- 特別機動捜査隊 第333話「夜明け前の故郷」（1968年、NET / 東映） - 健二
- 達磨大助事件帳 第20話「蜆が食った鉄砲玉」（1978年、ANB / 前進座 / 国際放映） - 敬二郎
- 銭形平次 第859話「目撃者」（1983年、CX / 東映） - 徳太郎